# Sengoku (trò chơi điện tử 2011)
Sengoku (tham khảo Chiến Quốc Nhật Bản) là trò chơi máy tính thuộc thể loại đại chiến lược thời gian thực lịch sử do hãng Paradox Interactive đồng phát triển và phát hành vào năm 2011.
Lấy bối cảnh thời kỳ chiến quốc Nhật Bản bắt đầu vào năm 1467, đây là thời kì chiến tranh loạn lạc diễn ra trên khắp nước Nhật, nội chiến liên miên đã đẩy các vị lãnh chúa không phân biệt lớn nhỏ đều lần lượt lao vào các cuộc chiến ác liệt nhằm tranh đoạt lãnh thổ lẫn nhau. Game cho phép người chơi điều khiển một vị lãnh chúa với sự thống trị lên các gia tộc hoặc những tỉnh riêng lẻ. Mục tiêu mà game đề ra là người chơi phải tìm cách vượt qua được cuộc chiến tranh giành quyền lực và sau cùng trở thành vị shogun của toàn nước Nhật bằng cách nắm giữ quyền kiểm soát khoảng 50% số tỉnh trong vòng thời gian 3 năm của game.

## Cập nhật
Version sau cùng của game là bản 1.4. Bản patch này mang đến sự cải thiện và sửa những lỗi phát sinh từ trước trong game.